# South Burlington
South Burlington es una ciudad ubicada en el condado de Chittenden en el estado estadounidense de Vermont. En el año 2010 tenía una población de 17.904 habitantes y una densidad poblacional de 233,43 personas por km².  Esta ciudad tiene la oficina central de Ben & Jerry's.

## Geografía
South Burlington se encuentra ubicado en las coordenadas 44°27′7″N 73°10′54″O / 44.45194, -73.18167.

## Demografía
Según la Oficina del Censo en 2000 los ingresos medios por hogar en la localidad eran de $51,566 y los ingresos medios por familia eran $67,000. Los hombres tenían unos ingresos medios de $42,076 frente a los $29,883 para las mujeres. La renta per cápita para la localidad era de $25,290. Alrededor del 4.2% de la población estaban por debajo del umbral de pobreza.